# Blennius
Blennius es un género de peces de la familia de los blénidos en el orden de los Perciformes.

## Especies
Existen las siguientes especies en este género:
- Blennius normani (Poll, 1949)
- Blennius ocellaris (Linnaeus, 1758)